# Fritz Kupfrian
Fritz Kupfrian, auch Friedrich Christian August Kupfrian (* 5. Juli 1879 in Rosenthal im Landkreis Waldeck-Frankenberg; † 24. August 1953 in Wiesbaden) war ein deutscher Bürgermeister und Mitglied des Provinziallandtages der Provinz Hessen-Nassau.

## Leben
Fritz Kupfrian wurde als Sohn des Heinrich Kupfrian († 1896) und dessen Ehefrau Emma Schul († 1916) geboren,  besuchte das 
Gymnasium Marburg und musste dieses nach dem frühen Tode seines Vaters mit der Obersekundareife verlassen. Er begann eine Lehrerausbildung, die er 1901 mit der 1. Lehrerprüfung („mit Auszeichnung“) bestand. Er war politisch engagiert und trat 1901 in die Christlich-soziale Partei (Mitbegründer Adolf Stoecker) ein, war in Thüringen und Hessen an Volksschulen tätig und legte 1903 die 2. Lehrerprüfung ab.
1904 wurde er an die Königliche Präparandenanstalt in Herborn berufen. Nach Studienaufenthalten in der französischen Schweiz machte er 1908 sein Examen für Mittelschullehrer in den Fächern Französisch und Geschichte und 1913 die Ergänzungsprüfung für Englisch und Latein. Im April 1908 zum kommissarischen Seminarlehrer bestellt, war er in den Jahren von 1909 bis 1925 am Lehrerseminar Dillenburg fest angestellt.
Von 1916 bis 1918 musste er Kriegsdienst leisten.
1918 trat er in die Deutschnationale Volkspartei ein, wurde Orts- und Kreisgruppenvorsitzender und Vorsitzender des Gauverbandes Dillkreis-Westerwald-Biedenkopf.
Von 1921 bis 1933 war er Mitglied des Nassauischen Kommunallandtags des preußischen Regierungsbezirks Wiesbaden bzw. für den Provinziallandtag der Provinz Hessen-Nassau, wo er Vorsitzender des sozialpolitischen Ausschusses (1921–1925 und 1930–1932 für die Deutschnationale Volkspartei, 1926–1929 für die Hessen-Nassauische Arbeitsgemeinschaft Stadt und Land und 1933 für die Kampffront Schwarz-Weiß-Rot) war. Von 1930 bis 1933 war er Mitglied des Landesausschusses.
Von 1921 bis 1933 hatte er einen Sitz im Kreistag des Kreises Dillenburg, wo er Mitglied des  Kreisausschusses und Vorsitzender der bürgerlichen Arbeitsgemeinschaft war.
Von 1924 bis 1926 gehörte er dem Rat der Stadt Dillenburg an und war ab 1925 dessen Vorsteher. 1926 wurde er zum Bürgermeister gewählt und übernahm die Leitung wichtiger Bauprojekte. Im Mai 1933 durch die Nationalsozialisten beurlaubt, folgte zum 30. Juni 1934 die endgültige Versetzung in den Ruhestand. Grundlage hier war das Gesetz zur Wiederherstellung des Berufsbeamtentums, welches die Entfernung unerwünschter Personen aus dem Staatsdienst ermöglichte.
Nach dem Verlust sämtlicher öffentlicher Ämter konzentrierte er sich auf seine Aufgaben als Lehrer und war von Mai 1935 bis 1948 Rektor der Diesterwegschule in Wiesbaden.

### Öffentliche Ämter
- 1919 bis 1924 ehrenamtlicher Stadtrat in Dillenburg, unter anderem als Dezernent für das Lebensmittelamt